# Geniatini

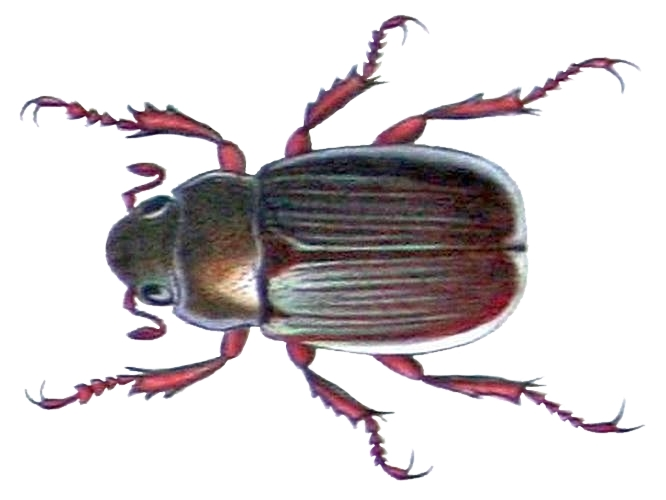
Leucothyreus pilosellus

Geniatini (лат.) — триба хлебных жуков и хрущиков из семейства пластинчатоусых, распространённые в Неотропике.

## Описание
Форма тела удлиненно-овальная. Верхняя губа вертикально вытянута по отношению к наличнику; наличник и ментум с апикомедиальными выступами; усики с 9 или 10 члениками; передние голени трехзубчатые (двузубчатые у Microchilus), внутренняя протибиальная шпора находится на вершине; членики лапок обычно увеличены у самцов и/или самок и густо опушены вентрально (за исключением Geniatosoma); край надкрылий хитиновый или перепончатый; терминальное дыхальце расположено в плевральном шве.
Многие взрослые Geniatini активны ночью, а днём прячутся в почве, в гниющей древесине, под брёвнами или в растительности. Как правило, плохо летают. Питающихся в ночное время можно наблюдать на нижней стороне растительности, особенно на листьях бамбука (Poaceae), бромелиевых (Bromeliaceae) и Cecropia. Несколько гениатин были зарегистрированы как виды вредителей. G. barbatus был серьёзным вредителем чая (Camellia sinensis; Ternstroemiaceae) и розы (Rosa spp.; Rosaceae) в штате Минас-Жерайс, Бразилия. Сообщается, что Bolax flavolineata наносит ущерб некоторым культурным фруктовым деревьям (Яблоня, Слива) и виноградникам (Vitis) на юге Бразилии (Минас-Жерайс и Сан-Паулу).

## Классификация
Около 300 видов, половина из которых в составе рода Leucothyreus
- Bolax Fischer von Waldheim, 1829[4]
- Eunanus Ohaus, 1909
- Evanos Laporte, 1840
- Geniates Kirby, 1808
- Geniatosoma Costa Lima, 1940[5]
- Heterogeniates Ohaus, 1909
- Leucothyreus MacLeay, 1819
- Lobogeniates Ohaus, 1917
- Microchilus Blanchard, 1851
- Mimogeniates Martinez, 1964
- Rhizogeniates Ohaus, 1909
- Trizogeniates Ohaus, 1917[6]
- Xenogeniates Villatoro & Jameson, 2001[7]